# 川口勉
川口 勉（かわぐち つとむ、1982年2月5日 - ）は、日本の元ラグビー選手。

## プロフィール
- 大阪府出身。
- ポジションはフッカー(HO)。
- 身長 175cm、体重 96kg
- U19日本代表に選ばれたことがある。

## 略歴
中学1年生からラグビーを始めた。
2000年、大工大高校卒業後、帝京大学に入学する。なお大工大高校時代、高校日本代表に選ばれたことがある。
2003年、帝京大学ラグビー部の主将に就任した。
2004年、帝京大学卒業後、東芝府中ブレイブルーパス（現・東芝ブレイブルーパス）に加入。
2008年、現役を引退した。